# Музична академія (Краків)
Музична академія в Кракові (Akademia Muzyczna w Krakowie) — вищий музичний навчальний заклад в Кракові. Заснована 1888 року з ініціативи Владислава Зеленського як «Консерваторія музичного товариства» (Konserwatorium Towarzystwa Muzycznego w Krakowie). В 1946 — 1979 називалася Державною вищою школою музики (Państwowa Wyższa Szkoła Muzyczna), з 1979 — сучасна назва.
У цій академії вчилися, а пізніше працювали відомі польські композитори — Кшиштоф Пендерецький (у 1972—1987 роках був її ректором) та Богуслав Шеффер. Серед почесних докторів академії — папа римський Бенедикт XVI